# Harald Richter (Badminton)

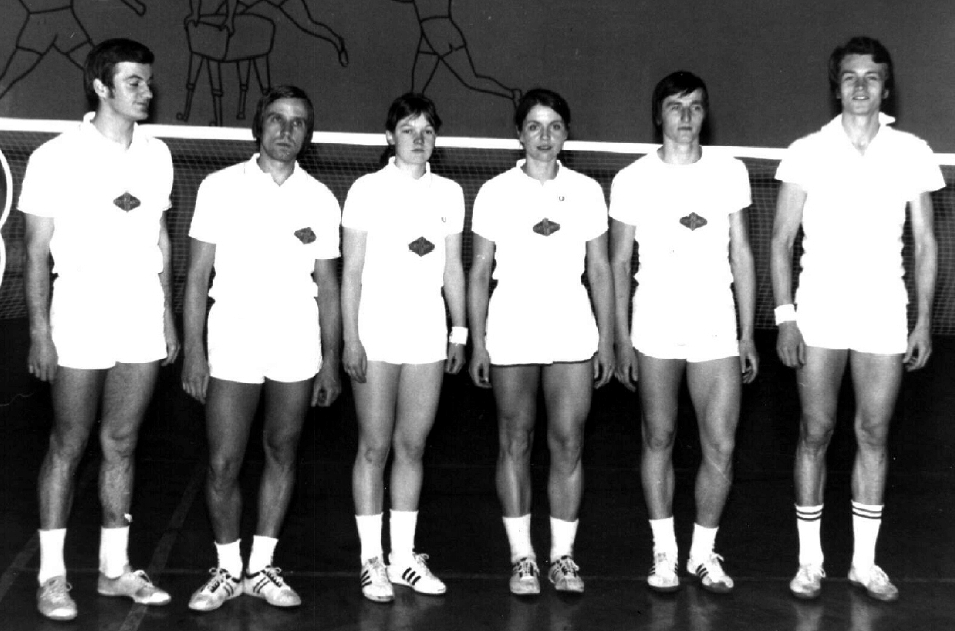
Harald Richter im Tröbitzer Team 1973, von links: Klaus-Peter Färber, Harald Richter, Monika Thiere, Annemarie Richter, Roland Riese, Joachim Schimpke

Harald Richter (* 15. Februar 1945 in Chemnitz) ist ein ehemaliger deutscher Badmintonspieler.
Er erlebte die gesamten 33 Jahre des Bestehens des Federball-Verbandes der DDR als aktiver Spieler. Seinen ersten DDR-Titel gewann er bei der Juniorenmannschaftsmeisterschaft 1962 mit Motor IFA Karl-Marx-Stadt. 1963 erkämpfte er sich in allen drei Einzeldisziplinen eine Medaille bei den DDR-Juniorenmeisterschaften. Es folgten Bronze und Silber bei den Erwachsenen im Team von Motor IFA. Nach einem Silbermedaillen- und mehreren Bronzemedaillengewinnen im Mixed und Einzel wechselte er 1972 zusammen mit Annemarie Richter (mit der er weder verwandt noch verschwägert ist) zum elfmaligen DDR-Mannschaftsmeister Aktivist Tröbitz. Für den dortigen Verein erkämpften beide eine weitere Bronzemedaille im Mixed. Harald Richter als Stammspieler in der ersten Tröbitzer Mannschaft war an weiteren sechs zweiten und fünf dritten Plätzen für das Team beteiligt. Bei den letzten Altersklassenmeisterschaften der DDR gewann er noch einmal Gold im Herrendoppel.
Harald Richter lebt noch heute in Chemnitz.

## Sportliche Erfolge
| Veranstaltung                       | Saison    | Disziplin    | Platz | Sieger |
| ----------------------------------- | --------- | ------------ | ----- | --- |
| DDR-Mannschaftsmeisterschaft Jugend | 1961/1962 | Mannschaft   | 1     | Motor IFA Karl-Marx-Stadt (Joachim Schimpke, Harald Richter, Annemarie Bendig, Klaus Renner, Elke Lein)                                                                                 |
| DDR-Einzelmeisterschaft AK 16/17    | 1962/1963 | Herrendoppel | 2     | Klaus Renner / Harald Richter (Motor IFA Karl-Marx-Stadt) |
| DDR-Einzelmeisterschaft AK 16/17    | 1962/1963 | Mixed        | 3     | Harald Richter / Elke Lein (Motor IFA Karl-Marx-Stadt) |
| DDR-Einzelmeisterschaft AK 16/17    | 1962/1963 | Herreneinzel | 3     | Harald Richter (Motor IFA Karl-Marx-Stadt) |
| DDR-Mannschaftsmeisterschaft        | 1963/1964 | Mannschaft   | 3     | Motor IFA Karl-Marx-Stadt (Joachim Schimpke, Jörg Richter, Peter Richter, Harald Richter, Eidam, A. Lein, Elke Lein, Doris Hampel, Annemarie Richter)                                   |
| DDR-Mannschaftsmeisterschaft        | 1964/1965 | Mannschaft   | 2     | Motor IFA Karl-Marx-Stadt (Joachim Schimpke, Harald Richter, Jörg Richter, Böhme, Wolf-Dieter Tränkner, Klaus Eidam, Annemarie Richter, A. Lein, Elke Lein)                             |
| DDR-Einzelmeisterschaft             | 1967/1968 | Herreneinzel | 3     | Harald Richter (Wismut Karl-Marx-Stadt) |
| DDR-Einzelmeisterschaft             | 1969/1970 | Mixed        | 3     | Harald Richter / Annemarie Richter (Wismut Karl-Marx-Stadt) |
| DDR-Einzelmeisterschaft             | 1969/1970 | Herreneinzel | 3     | Harald Richter (Wismut Karl-Marx-Stadt) |
| DDR-Einzelmeisterschaft             | 1970/1971 | Mixed        | 2     | Harald Richter / Annemarie Richter (Wismut Karl-Marx-Stadt) |
| DDR-Einzelmeisterschaft             | 1971/1972 | Mixed        | 3     | Harald Richter / Annemarie Richter (Wismut Karl-Marx-Stadt) |
| DDR-Einzelmeisterschaft             | 1972/1973 | Mixed        | 3     | Harald Richter / Annemarie Richter (Fortschritt Tröbitz) |
| DDR-Mannschaftsmeisterschaft        | 1973/1974 | Mannschaft   | 2     | Fortschritt Tröbitz (Harald Richter, Joachim Schimpke, Klaus-Peter Färber, Roland Riese, Werner Michael, Monika Thiere, Annemarie Richter)                                              |
| DDR-Mannschaftsmeisterschaft        | 1974/1975 | Mannschaft   | 2     | Fortschritt Tröbitz (Klaus Katzor, Joachim Schimpke, Roland Riese, Klaus Skobowsky, Harald Richter, Rena Scheithauer, Christine Ober, Carmen Ober)                                      |
| DDR-Mannschaftsmeisterschaft        | 1976/1977 | Mannschaft   | 2     | Fortschritt Tröbitz (Frank-Thomas Seyfarth, Joachim Schimpke, Roland Riese, Klaus Skobowsky, Harald Richter, Christine Ober, Carmen Ober)                                               |
| DDR-Mannschaftsmeisterschaft        | 1977/1978 | Mannschaft   | 2     | Fortschritt Tröbitz (Frank-Thomas Seyfarth, Joachim Schimpke, Roland Riese, Klaus Skobowsky, Harald Richter, Christine Ober, Carmen Ober)                                               |
| DDR-Mannschaftsmeisterschaft        | 1978/1979 | Mannschaft   | 2     | Fortschritt Tröbitz (Frank-Thomas Seyfarth, Joachim Schimpke, Roland Riese, Klaus Skobowsky, Harald Richter, Christine Ober, Carmen Ober)                                               |
| DDR-Mannschaftsmeisterschaft        | 1979/1980 | Mannschaft   | 2     | Fortschritt Tröbitz (Frank-Thomas Seyfarth, Joachim Schimpke, Roland Riese, Klaus Skobowsky, Harald Richter, Christine Ober, Carmen Ober)                                               |
| DDR-Mannschaftsmeisterschaft        | 1980/1981 | Mannschaft   | 3     | Fortschritt Tröbitz (Frank-Thomas Seyfarth, Joachim Schimpke, Roland Riese, Klaus Skobowsky, Harald Richter, Christine Ober, Carmen Ober)                                               |
| DDR-Mannschaftsmeisterschaft        | 1981/1982 | Mannschaft   | 3     | Fortschritt Tröbitz (Frank-Thomas Seyfarth, Joachim Schimpke, Roland Riese, Klaus Skobowsky, Harald Richter, Christine Ober, Carmen Ober)                                               |
| DDR-Mannschaftsmeisterschaft        | 1982/1983 | Mannschaft   | 3     | Fortschritt Tröbitz (Joachim Schimpke, Roland Riese, Frank-Thomas Seyfarth, Thomas Dittrich, Harald Richter, René Born, Christine Ober, Carmen Ober, Annemarie Seemann, Petra Schubert) |
| DDR-Mannschaftsmeisterschaft        | 1983/1984 | Mannschaft   | 3     | Fortschritt Tröbitz (Frank-Thomas Seyfarth, Jens Scheithauer, Joachim Schimpke, Thomas Dittrich, Klaus Skobowsky, Harald Richter, Jörg Deutschmann, Petra Schubert, Andrea Pohling)     |
| DDR-Seniorenmeisterschaft AK I      | 1984/1985 | Herrendoppel | 3     | Joachim Schimpke / Harald Richter (Fortschritt Tröbitz) |
| DDR-Mannschaftsmeisterschaft        | 1984/1985 | Mannschaft   | 3     | Fortschritt Tröbitz (Frank-Thomas Seyfarth, Jens Scheithauer, Joachim Schimpke, Thomas Dittrich, Harald Richter, Petra Schubert, Christine Maertin)                                     |
| DDR-Seniorenmeisterschaft AK I      | 1985/1986 | Herrendoppel | 1     | Harald Richter / Joachim Schimpke (Fortschritt Tröbitz) |
| DDR-Seniorenmeisterschaft AK II     | 1987/1988 | Mixed        | 2     | Harald Richter / Annemarie Richter (Wismut Karl-Marx-Stadt) |
| DDR-Seniorenmeisterschaft AK II     | 1988/1989 | Herreneinzel | 3     | Harald Richter (Wismut Karl-Marx-Stadt) |
| DDR-Seniorenmeisterschaft AK II     | 1988/1989 | Herrendoppel | 3     | Harald Richter / Bernd Böhme (Wismut Karl-Marx-Stadt) |
| DDR-Seniorenmeisterschaft AK II     | 1988/1989 | Mixed        | 1     | Harald Richter / Annemarie Richter (BSG Wismut Karl-Marx-Stadt) |
| DDR-Seniorenmeisterschaft AK II     | 1989/1990 | Herreneinzel | 1     | Harald Richter (Wismut Chemnitz) |
| DDR-Seniorenmeisterschaft AK II     | 1989/1990 | Herrendoppel | 2     | Bernd Böhme / Harald Richter (Wismut Chemnitz) |

## Referenzen
- René Born: 1957–1997. 40 Jahre Badminton in Tröbitz – Die Geschichte des BV Tröbitz e. V. Eigenverlag (1997), 84 Seiten. (Online-Version)
- René Born: Badminton in Tröbitz (Teil 1 – Die Anfänge, die Medaillengewinner, die Statistik), Eigenverlag (2007), 455 Seiten (Online-Version)

| Personendaten    | Personendaten              |
| ---------------- | -------------------------- |
| NAME             | Richter, Harald            |
| KURZBESCHREIBUNG | deutscher Badmintonspieler |
| GEBURTSDATUM     | 15. Februar 1945           |
| GEBURTSORT       | Chemnitz                   |